# Fiat G.50
Fiat G.50 Freccia (pol. Strzała) – włoski samolot myśliwski z lat 30. XX w., wyprodukowany przez koncern Fiata.

## Historia

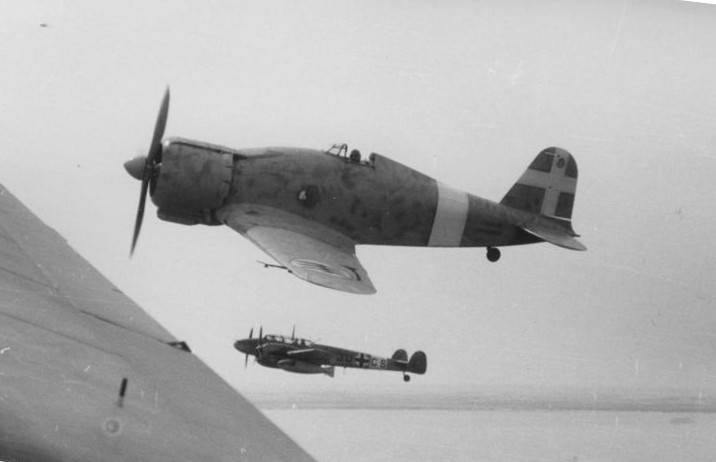
Fiat G.50 podczas lotu z Bf 110 nad Afryką Północną w 1941 r.

Prace nad samolotem G.50 rozpoczęły się w 1935 r. Prototyp wystartował w swój pierwszy lot 26 lutego 1937 r. na lotnisku w Marina di Pisa pilotowany przez Giovanniego de Briganti. 
Fiat G.50 był pierwszym włoskim jednopłatem z wciąganym podwoziem. Był on co prawda bardzo zwrotny, jednak zbyt mała moc silnika nie pozwalała na wykorzystanie wszystkich zalet samolotu. Po rozpoczęciu wojny okazało się także, że samolot jest za słabo uzbrojony i z trudnością może nawiązać równorzędną walkę z lepiej uzbrojonymi samolotami alianckimi, takimi jak np. Hawker Hurricane. W dodatku podczas lotu nurkowego z prędkością ponad 500 km/h zdarzało się, że od skrzydeł lub kadłuba odrywały się pojedyncze części, co było przyczyną wypadków.
W sumie wyprodukowano 791 egzemplarzy samolotu, z czego 35 zostało wyeksportowanych do Finlandii. Wersją rozwojową samolotu był Fiat G.55, w którym dokonano pewnych zmian konstrukcyjnych i zastosowano silnik o większej mocy. Jedyny zachowany do dziś egzemplarz samolotu Fiat G.50bis jest aktualnie poddawany rekonstrukcji w Muzeum Lotnictwa w Belgradzie.

## Użycie

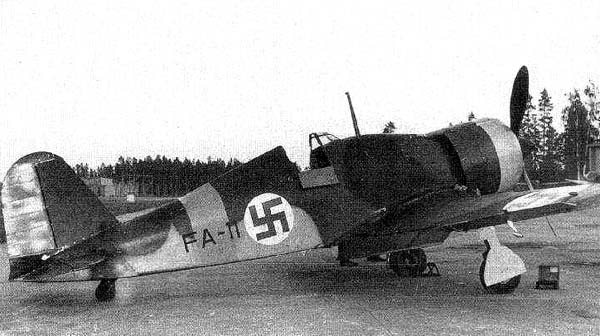
Fiat G.50 w barwach Fińskich Sił Powietrznych

Samolot wszedł do służby w 1939 r., biorąc udział w hiszpańskiej wojnie domowej. Pewna liczba samolotów została wykorzystana w bitwie o Anglię, podczas której wyszły na jaw jego główne wady. Samolot był także wykorzystywany podczas walk w Afryce północnej i w śródziemnomorskim teatrze działań. Fiat G.50 był używany także przez włoskich pilotów po kapitulacji Włoch w 1943 r. do walki z wojskami niemieckimi.
Z największym sukcesem G.50 był wykorzystywany podczas wojny zimowej (1939–1940) oraz tzw. wojny kontynuacyjnej (1941–1944) między Finlandią i ZSRR. Samoloty, zamówione we Włoszech co prawda przybyły za późno do Finlandii, by wpłynąć znacząco na losy wojny zimowej, jednak piloci latający na tych maszynach w krótkim czasie odnieśli 13 zwycięstw powietrznych. W pierwszej fazie wojny kontynuacyjnej, tj. w 1941 r. stosunek zwycięstw był imponujący: jedna z fińskich eskadr, latająca na G.50 zaliczyła 52 zwycięstwa powietrzne tracąc przy tym zaledwie dwa samoloty.
Do najlepszych pilotów, latających na G.50 podczas wojen fińsko-sowieckich należeli Oiva Tuominen (23 zestrzelenia) i Olli Puhakka (11 zestrzeleń). W późniejszym czasie, po wprowadzeniu nowocześniejszych i szybszych myśliwców radzieckich, G.50 dysponował zbyt słabymi osiągami, by podejmować równorzędną walkę i w 1944 r. został wycofany ze służby liniowej.